# Parafia Matki Bożej Królowej Polski w Golenicach
Parafia pw. Matki Bożej Królowej Polski w Golenicach – parafia rzymskokatolicka, należąca do dekanatu Myślibórz, archidiecezji szczecińsko-kamieńskiej, metropolii szczecińsko-kamieńskiej.

## Historia
Parafia powstała 26 maja 1985 roku z podziału parafii pw. Najświętszego Serca Pana Jezusa w Kierzkowie i Świętego Krzyża w Myśliborzu.

## Miejsca święte

### Kościół parafialny
Kościół pw. Matki Bożej Królowej Polski w Golenicach

### Kościoły filialne i kaplice
- Kościół pw. św. Teresy od Dzieciątka Jezus w Czernikowie[1][2]
- Kościół pw. Świętych Apostołów Piotra i Pawła w Kruszwinie[1][2]
- Kościół[1]/kaplica[2] w Golczewie[1][2]

## Duszpasterze

### Proboszczowie
- ks. Jan Faron[2] (1985–1991)[2]
- ks. Jan Depta[2] (1991–1997)[2]
- ks. Stanisław Bełczącki[2] (1997[2]–2008)
- ks. Krzysztof Bochnak (2008–2020)
- ks. Tomasz Ceniuch (2020–2023)[3]
- ks. Daniel Klich (od 2023)[4]